# José Luis Munárriz (obraz Goi)

Rada Kompanii Filipin, Goya, 1815. José Luis Munárriz siedzi po prawej stronie i czyta dyskurs przewodniczącego.

José Luis Munárriz (hiszp. Don José Luis Munárriz) – obraz olejny hiszpańskiego malarza Francisca Goi (1746–1828). Portret przedstawiający pisarza José Munárriza znajduje się w zbiorach Królewskiej Akademii Sztuk Pięknych św. Ferdynanda.

## Okoliczności powstania
José Luis Munárriz był pisarzem, tłumaczem i erudytą. Studiował w Salamance, po czym przeniósł się do Madrytu. W 1796 został honorowym członkiem Akademii Sztuk Pięknych św. Ferdynanda i sekretarzem Królewskiej Kompanii Filipin. Prawdopodobnie razem z Ignaciem Omulryanem zlecił Goi namalowanie obrazu Rada Kompanii Filipin przedstawiającego zebranie z 30 marca 1815, na którym Munárriz został mianowany dyrektorem kompanii. Możliwe, że z tej okazji zamówił u Goi swój portret. Goya w tym samym roku sportretował Omulryana, wiceprzewodniczącego kompanii i Miguela de Lardizábala, jej przewodniczącego.

## Opis obrazu
Munárriz został przedstawiony w półpostaci, siedzący przy stole i lekko obrócony w stronę widza. Na stole leży książka, w której palcem zaznacza stronę, jakby widz zaskoczył go w trakcie lektury. Jest to kompendium wykładów na temat retoryki i literatury pięknej Hugh Blaira (Lectures on Rhetoric and Belles Lettres), które zostało przetłumaczone przez Munárriza, a jego ponowne madryckie wydanie pt. Lecciones sobre la retórica y las bellas letras opublikowano w 1815. Za modelem ułożona jest sterta książek, a na ich grzbietach widnieją nazwiska ważnych poetów, do których Blair nawiązuje w swoim dziele: Horacy, Wirgiliusz, Kwintylian, Camões, Petrarka, Boileau, Cervantes i Addison.
Munárriz ma na sobie pozbawiony ozdób czarny kaftan, który nabiera niemal płaskiego i abstrakcyjnego trójkątnego kształtu, zwieńczonego białym kołnierzykiem koszuli i żabotem. Twarz została oddana w sposób realistyczny, a jej wyraz odzwierciedla pewną nieufność wobec widza. Malując twarz, Goya w nowatorski sposób posłużył się szarymi tonami. Podobnie jak w przypadku portretu Omulryana, postać jest nadmiernie wydłużona. Goya starał się poprawić proporcje, o czym świadczą pentimenti wokół głowy modela. Trójkątna kompozycja i wydłużona forma przywodzą na myśl styl El Greca. Ciemna paleta jest u Goi typowa dla portretów burżuazji. Artysta uzyskał wrażenie nasyconych kolorów, korzystając z bardzo zredukowanej palety.
Na okładce książki znajduje się inskrypcja: D. Jose Munarriz / P.r Goya 1815, a na grzbiecie: Comp. / DE / BLAIR.

## Proweniencja
Obraz należał do portretowanego, który zapisał go Akademii św. Ferdynanda w testamencie z uwagą: „jeżeli taka będzie wola jego żony”. Wdowa po nim, Cristina Vega, przekazała obraz akademii 15 marca 1830.
Portret został wybrany do ilustrowanego zbioru najważniejszych dzieł Akademii św. Ferdynanda (Cuadros selectos de la Real Academia de Bellas Artes de San Fernando) wydanego w 1885. W tym celu malarz José María Galván wykonał rycinę na podstawie obrazu.